# Christian Schertz
Christian Schertz (* 21. Februar 1966 in West-Berlin) ist ein deutscher Jurist. Sein Fachgebiet ist das Medienrecht.

## Leben
Christian Schertz wurde als zweiter Sohn des späteren Berliner Polizeipräsidenten Georg Schertz und dessen Frau, einer Diakonieschwester, in Berlin geboren. Seine Familie väterlicherseits ist hugenottischen Ursprungs; sein Bruder Matthias ist Vorsitzender Richter am Landgericht Berlin I. Schertz wuchs zunächst in Berlin-Moabit, später in Berlin-Nikolassee auf.

### Akademische Laufbahn

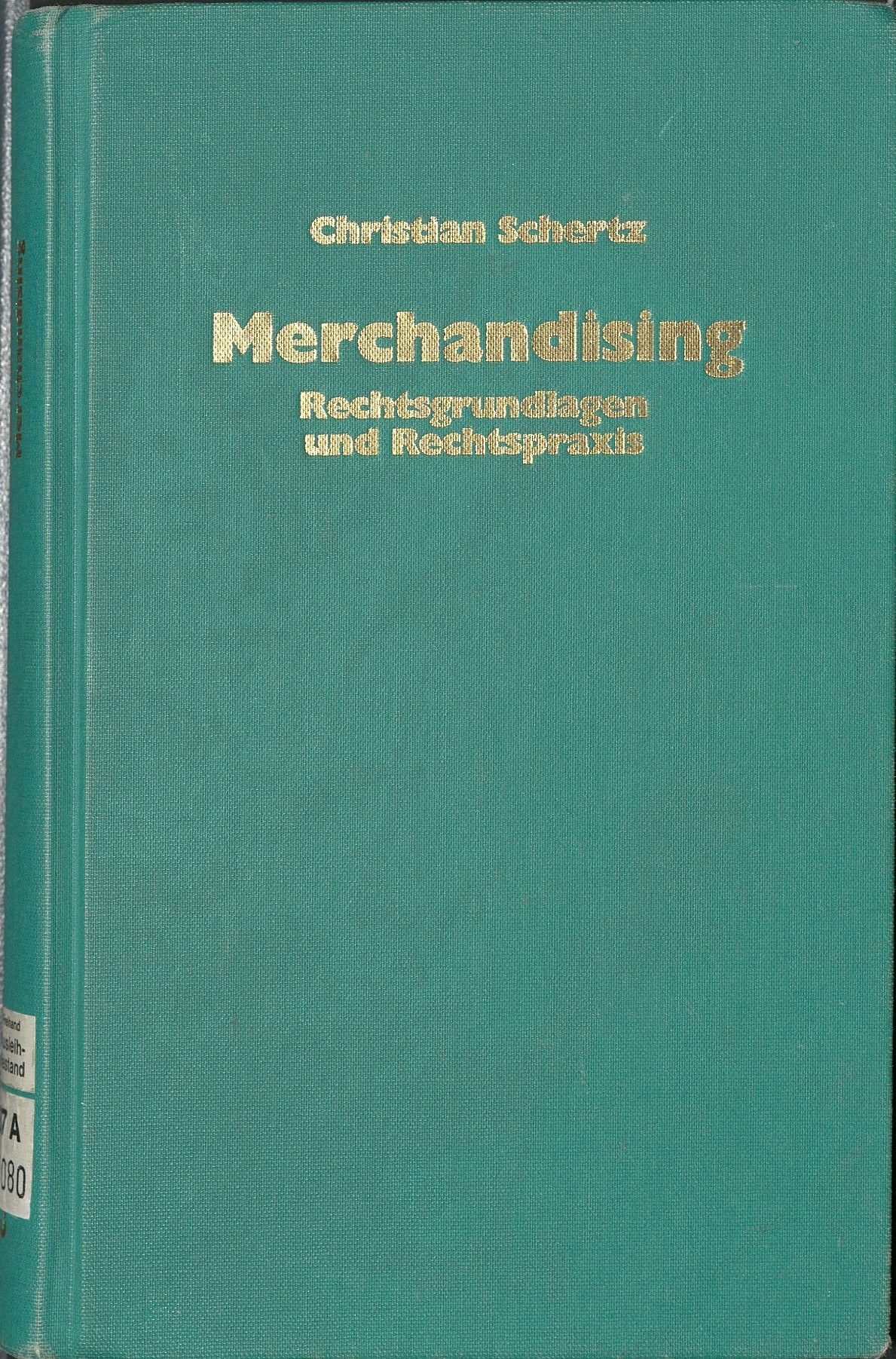
Dissertation (1997)

Schertz studierte Rechtswissenschaften an Universitäten in Berlin und München. Er war von 1991 bis 1993 in der Rechtsabteilung des RIAS Berlin tätig und arbeitete anschließend als wissenschaftlicher Mitarbeiter im Institut für Gewerblichen Rechtsschutz und Urheberrecht an der Humboldt-Universität Berlin. Im Jahre 1996 promovierte er zu Fragen der kommerziellen Auswertung von Persönlichkeitsrechten (Merchandising) zum Dr. jur. Er war von 1995 bis 1999 Lehrbeauftragter an der Juristischen Fakultät der HU Berlin für Presse- und Medienrecht, von 2000 bis 2011 Lehrbeauftragter für Medienrecht an der Hochschule für Film und Fernsehen in Potsdam und von 2004 bis 2006 auch Lehrbeauftragter für Medienrecht an der Freien Universität Berlin. Seit 2011 ist er an der Technischen Universität Dresden Honorarprofessor für Persönlichkeitsrecht, Presserecht und Medienrecht. Seit Juni 2022 ist Schertz Honorarprofessor an der Universität Potsdam. Dort lobte er 2024 den mit 3000 Euro dotierten Christian-Schertz-Dissertationspreis für Presse- und Persönlichkeitsrecht aus.

### Tätigkeit als Rechtsanwalt
Schertz begann 1994  als Rechtsanwalt (Gebiet des Presse-, Urheber- und Medienrecht) in Hamburg in der Kanzlei Senfft, Kersten, Voss-Andrae & Schwenn. Er arbeitete von 1997 bis 2004 bei der Anwaltssozietät Hertin in Berlin. 2005 gründeten er und Simon Bergmann dort die Kanzlei Schertz Bergmann.
Er vertrat zahlreiche Persönlichkeiten anwaltlich, darunter Jan Böhmermann, Klaus Brinkbäumer, Sawsan Chebli, Thomas Gottschalk, Herbert Grönemeyer, Nastassja Kinski, Till Lindemann, Anna Netrebko, Ursula Piëch, Cristiano Ronaldo, Claudia Roth, Katrin Sass, Barbara Schöneberger, den Darsteller von Atze Schröder, Benjamin von Stuckrad-Barre, Kai Wegner, Klaus Wowereit, Fynn Kliemann und die Band Seeed. Er übernahm 2022 das Mandat einer Frau, die mit Bild-Chefredakteur Julian Reichelt eine Affäre hatte, in dieser Zeit protegiert und später von ihm fallengelassen wurde. Im Fall Dieter Wedel vertrat er die Interessen geschädigter Frauen und förderte die Berichterstattung durch Journalisten wie Jana Simon und Annabel Wahba von der Zeit. Außerdem gewährte er dem Bildblog unentgeltliche juristische Beratung.

### Medienauftritte und Rezeption
Schertz trat mehrmals als Gast in politischen Talkshows auf, bei denen es um juristische Fragen ging, etwa bei Maybrit Illner, Markus Lanz, Anne Will und Beckmann.
Der in Jan Böhmermanns Late-Night-Show Neo Magazin Royale wiederholt auftretende „Scherzanwalt Dr. Christian Witz“, dargestellt von Manni Laudenbach, persiflierte Schertz.
Er war Ideengeber, fachlicher Berater und Executive Producer der 2021 in der ARD ausgestrahlten Anwaltsserie Legal Affairs und hatte dort einen Cameo-Auftritt als Anwalt der Hauptfigur.
Schertz übernahm 2023 das juristische Lektorat des Schlüsselromans Noch wach, den der mit ihm befreundete Schriftsteller Benjamin von Stuckrad-Barre über dessen Verbindungen zum Axel-Springer-Verlag und die Affäre um Julian Reichelt schrieb. Ein Medienanwalt im Roman, der wie Schertz Fan der Beatles ist, wurde in der ARD-Dokumentation Der Star-Anwalt: Christian Schertz und die Medien 2024 als Anspielung auf ihn gedeutet.

## Veröffentlichungen (Auswahl)

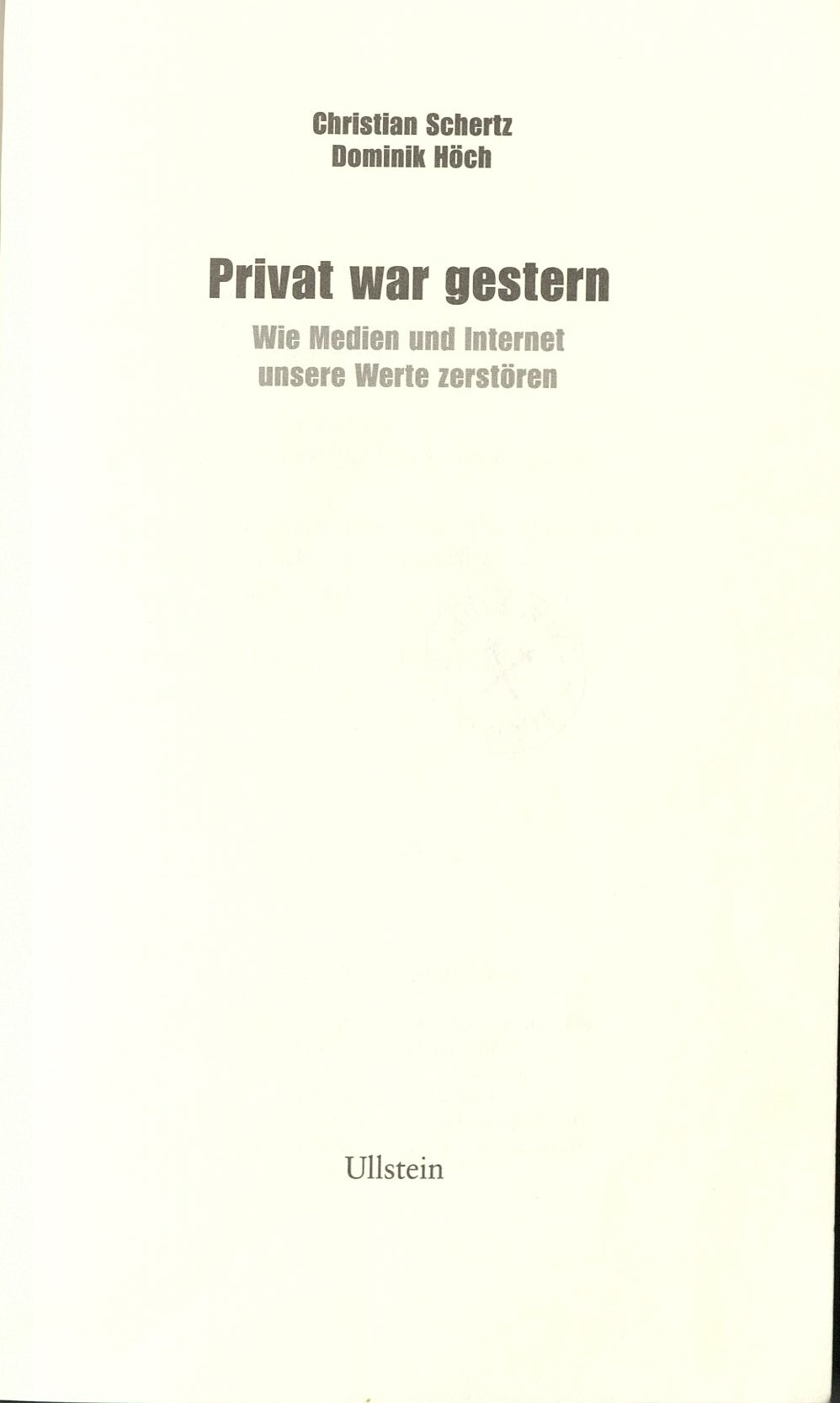
Mit Dominik Höch (2011)

- Der Schutz der Persönlichkeit vor heimlichen Bild- und Tonaufnahmen. In: Archiv für Presserecht. 2005, S. 421–428.
- mit Thomas Schuler: Rufmord und Medienopfer. Christoph Links Verlag, Berlin 2007, ISBN 978-3-86153-424-2.
- mit Horst-Peter Götting und Walter Seitz: Handbuch des Persönlichkeitsrechts. Verlag C.H. Beck, München 2008, ISBN 978-3-406-57049-0.
- mit Matthias Brendel, Frank Brendel und Henrik Schreiber: Richtig recherchieren: Wie Profis Informationen suchen und besorgen. Ein Handbuch für Journalisten und Öffentlichkeitsarbeiter. Frankfurter Allgem. Buch, 2010, ISBN 3-89981-236-0.
- mit Dominik Höch: Privat war gestern – Wie Medien und Internet unsere Werte zerstören. Ullstein, Berlin 2011, ISBN 3-550-08862-0.

## Dokumentation
- Der Star-Anwalt: Christian Schertz und die Medien[35] ARD-Dokumentation von Nora Binder, 2024 (Produktion: HR; RBB, MDR, ARD Kultur)[36]